# Park Narodowy Boa Nova
Park Narodowy Boa Nova – park narodowy leżący na terenie brazylijskiego stanu Bahia. Utworzony został 11 czerwca 2010 roku wraz z trzema innymi obszarami chronionymi. Jego powierzchnia wynosi 12 065 ha (120,65 km²). 
Wraz z PN Boa Nova tego samego dnia utworzono Park Narodowy Serra das Lontras oraz Park Narodowy Cariri. Dwa lata wcześniej, w 2008 roku na terenie Boa Nova BirdLife International wyznaczyło Important Bird Area o powierzchni 15 000 ha.

## Warunki naturalne
Na terenie parku dominuje roślinność typu Mata Atlântica, występuje również caatinga, lasy podgórskie i wiecznie zielone. Leży na wysokości 440–1111 m n.p.m. Temperatura waha się w granicach 13-26 °C.

## Awifauna
Endemiczne na stan wiedzy z 2010 dla parku gatunki ptaków to gajowiec (Rhopornis ardesiacus; zagrożony), ogończyk bursztynowy (Synallaxis whitneyi; narażony) oraz tyrańczyk brazylijski (Phylloscartes beckeri; zagrożony). Na terenie parku występują również inne narażone gatunki, jak rudosterka błękitnoszyja (Pyrrhura cruentata), barwinka żółtosterna (Touit surdus), skoczek złotoczelny (Neopelma aurifrons), jagodowiec jarzębaty (Carpornis melanocephala) i dzwonnik nagoszyi (Procnias nudicollis); bliskie zagrożenia, na przykład tangarka lazurowoskrzydła (Thraupis cyanoptera), kusaczek białobrewy (Hylopezus ochroleucus), krytonosek białogardły (Eleoscytalopus indigoticus) oraz mrówkodławik cienkodzioby (Formicivora iheringi), a także liczne gatunki najmniejszej troski, jak mrówczynek szarobrzuchy (Herpsilochmus sellowi), rudotyran siwogłowy (Attila rufus), łaźczyk brązowy (Dendrocincla fuliginosa) i tanagerek rudogłowy (Hemithraupis ruficapilla).